# ملاقات با بانوی سابق
ملاقات با بانوی سابق (انگلیسی: A Visit from the Old Mistress) یک نقاشی رنگ روغن مربوط به سال ۱۸۷۶ از هنرمند نقاش آمریکایی، وینسلو هومر است. این اثر یکی از معدود آثاری است که هومر در طی بازدیدی که در دههٔ ۱۸۷۰ از ویرجینیا داشت خلق کرد، جایی که او در دوران جنگ داخلی آمریکا با عنوان خبرنگار جنگی مشغول خدمت بود.